# Mígandi
Der Mígandi oder Mígindisfoss ist ein kleiner Wasserfall im Nordosten von Island.
Der Bach Mígindislækur stürzt etwa 200 m östlich vom Ólafsfjarðarvegur  aus einer Höhe von 80 Metern direkt in den Eyjafjörður. Die Straße erreicht 750 m nördlich das Ostportal der Múlagöng. Den Namen hat der Wasserfall nach dem verlassenen Hof Mígindi, den es schon zur Zeit der Besiedlung Islands gab. Wenn der Wind entsprechend steht, kann das ganze Wasser verblasen werden.